# Chuột lang nước

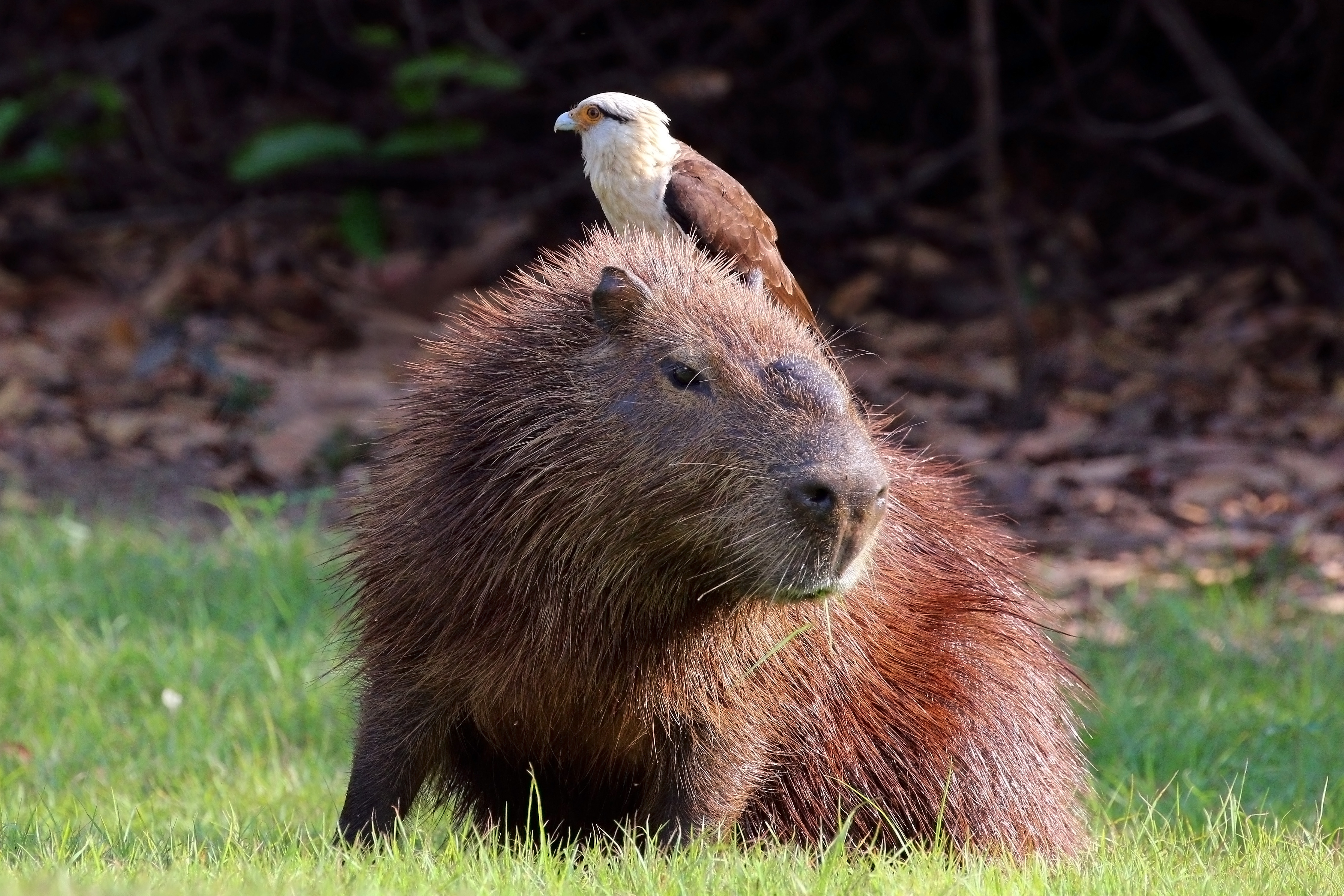
Cắt caracara đầu vàng đứng trên chuột lang nước.

Chuột lang nước (tên khoa học Hydrochoerus hydrochaeris) là loài gặm nhấm lớn nhất thế giới thuộc Họ Chuột lang. Cũng được gọi là capybara và chigüire, đây là một thành viên của chi Hydrochoerus, trong đó nó là một trong hai loài còn tồn tại, loài kia là chuột lang nước nhỏ (Hydrochoerus isthmius). Những họ hàng gần khác của nó là chuột lang nhà và chuột lang đá, và nó có quan hệ xa với Dasyprocta, Chinchilla, và Myocastor coypus. Chuột lang nước là loài đặc hữu ở Nam Mỹ, cư ngụ ở các trảng cỏ và rừng lá rậm, gần nguồn nước. Chúng là loài có tập tính xã hội cao và có thể tập hợp thành nhóm nhiều đến 100 cá thể, tuy thường sống thành đám 10-20 con. Chuột lang nước không phải một loài bị đe dọa và được phép săn để lấy thịt và lông, và còn để lấy dầu từ lớp mỡ.

## Tên gọi
Tên trong tiếng Bồ Đào Nha ("capybara") xuất phát từ ka'apiûara trong tiếng Tupi, bản thân nó là một từ chắp dính từ kaá (lá cây) + píi (dẹt) + ú (ăn) + ara (hậu tố danh từ tác nhân), nghĩa là "con vật ăn lá cây dẹt", hay "con thú ăn cỏ".
Tên khoa học, cả hydrochoerus và hydrochaeris, đều xuất phát từ ὕδωρ (hydor "nước") và χοῖρος (choiros "lợn, heo") trong tiếng Hy Lạp.

## Phân loại và phát sinh loài
Chuột lang nước và chuột lang nước nhỏ đều thuộc về phân họ Hydrochoerinae, cùng với Kerodon. Hai loài chuột lang nước và họ hàng đã tuyệt chủng của chúng trước đây được xếp vào họ riêng Hydrochoeridae. Từ năm 2002, những nghiên cứu phát sinh loài đã cho biết mối quan hệt gần giữa Hydrochoerus và Kerodon, ủng hộ việc xếp chúng vào họ Caviidae. Phân loại cổ sinh học chưa đồng ý với điều này và tiếp dục sử dụng Hydrochoeridae, và dùng Hydrochoerinae cho Hydrochoerus và các họ hàng gần nhất, như Neochoerus.

## Mô tả

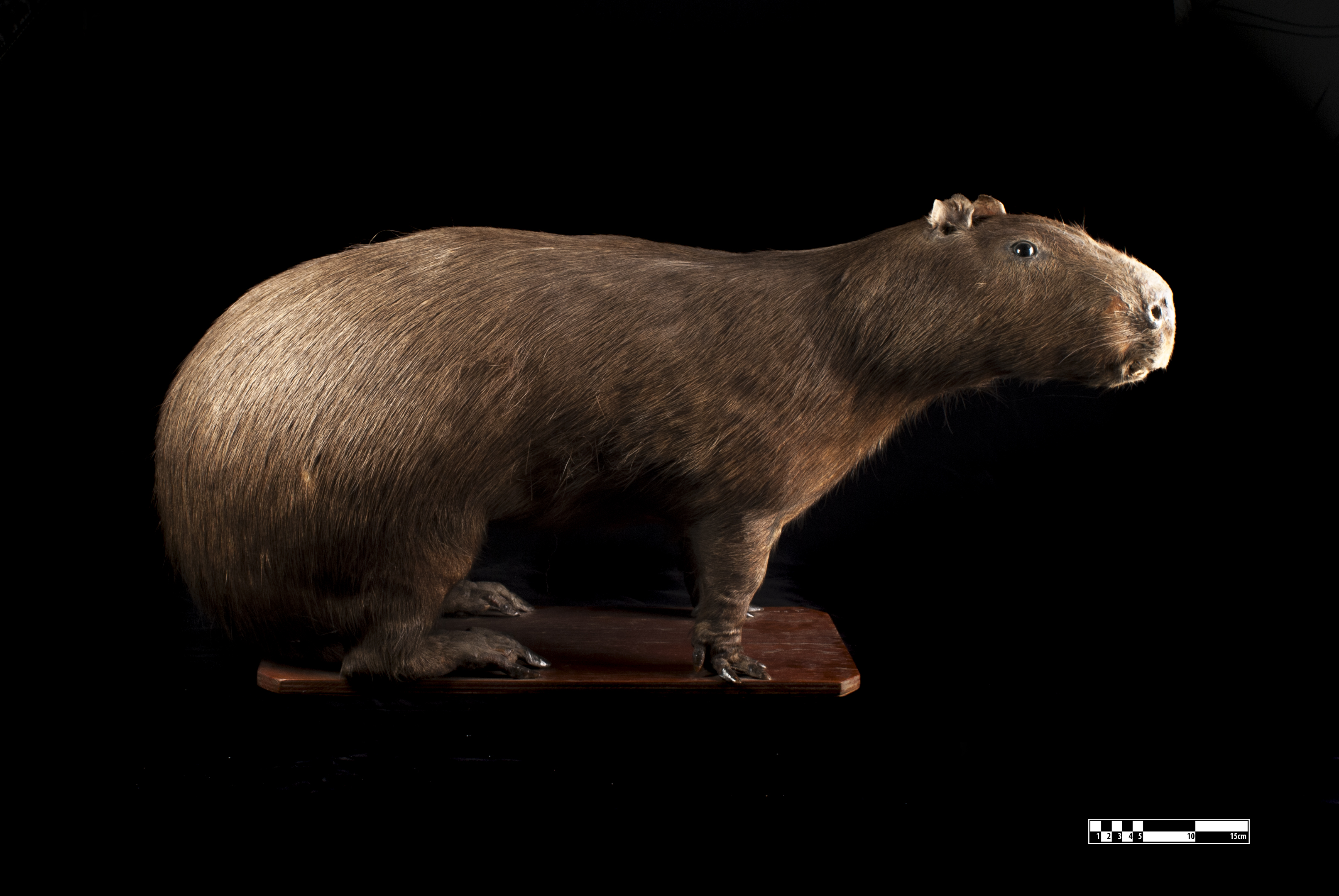
Mẫu vật chuột lang nước được nhồi xác.

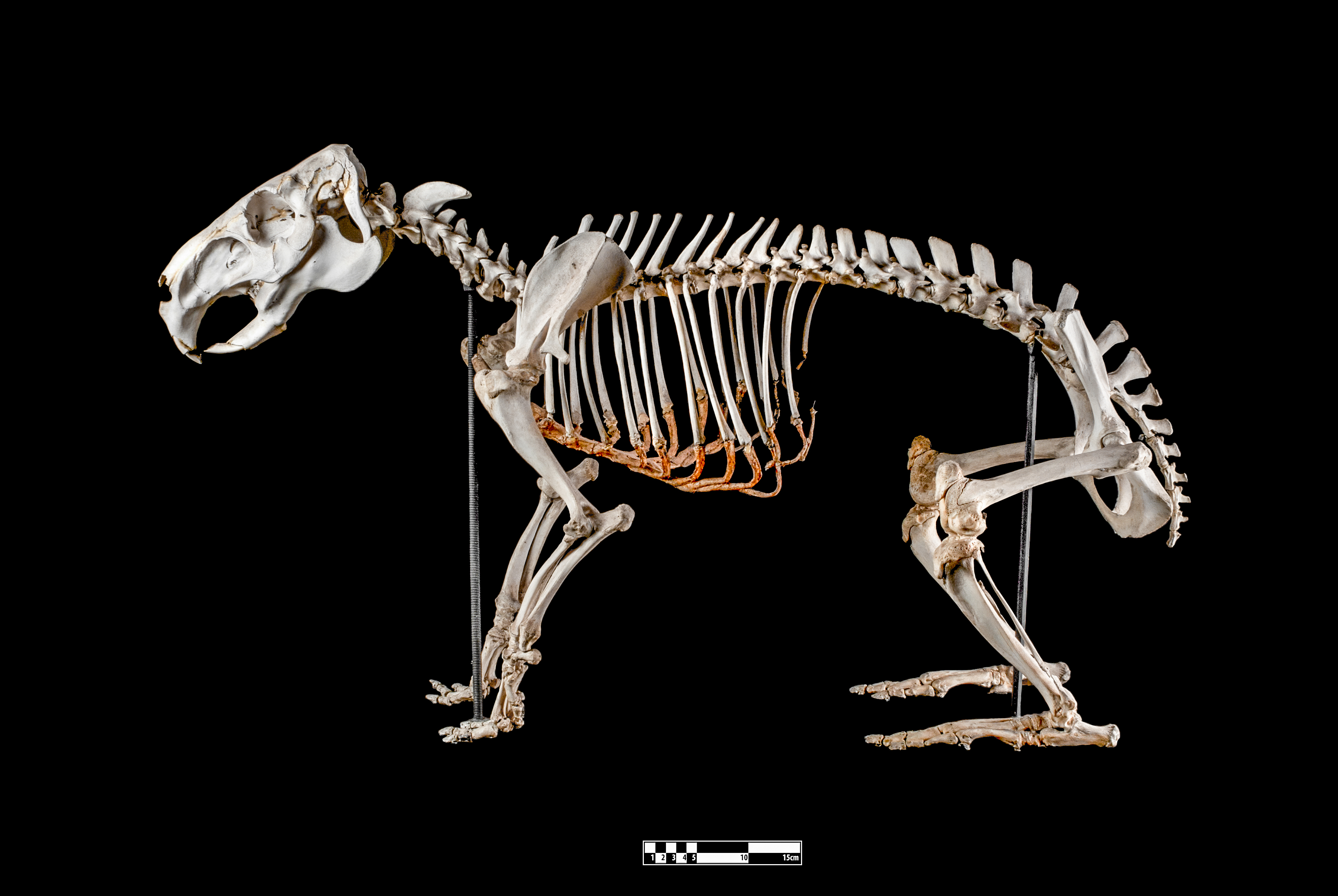
Bộ xương.

Chuột lang nước có cơ thể nặng nề, tròn trĩnh, đầu ngắn, với lớp lông màu nâu-đo đỏ ở mặt lưng, chuyển biến dần thành màu nâu-vàng ở mặt bụng. Tuyến mồ hôi có mặt ở phần lông rậm rạp, một đặc điểm hiếm gặp ở động vật gặm nhấm. Chuột lang nước trưởng thành đạt chiều dài 106 đến 134 cm (3,48 đến 4,40 ft), đứng cao 50 đến 62 cm (20 đến 24 in) ở vai, và thường nặng 35 đến 66 kg (77 đến 146 lb), trung bình tại llanos (Venezuela) là 48,9 kg (108 lb). Khối lượng lớn nhất từng được ghi nhận là 91 kg (201 lb) ở một con cái hoang dã tại Brasil và 73,5 kg (162 lb) ở một con đực hoang dã tại Uruguay. Công thức răng là {\displaystyle {\tfrac {1.0.1.3}{1.0.1.3}}}. Chân chúng hơi có màng. Vẫn còn vét của đuôi. Chân sau hơi dài hơn chân trước; chân sau có ba ngón còn chân trước có bốn ngón. Mũi của chúng có hình hơi vuông, với lỗ mũi, mắt và tai nằm gần đỉnh đầu. Con cái nặng hơn con đực một chút.
Kiểu nhân là 2n = 66 và số cơ sở = 102.

## Sinh thái
Chuột lang nước là động vật bán thủy sinh được tìm thấy tại tất cả các nước Nam Mỹ trừ Chile. Chúng sống ở những khu rừng rậm rạp gần nguồn nước, như hồ, sông, đầm lầy, ao, và đồng lầy, cũng như các xavan ngập nước. Chúng sinh trưởng tốt trong khi chăn nuôi. Lãnh thổ của chúng trung bình rộng 10 hét ta (25 mẫu Anh) ở nơi đông đúc.
Những con sổng khỏi tình trạng nuôi nhót cũng hiện diện tại các vùng ngập nước toàn cầu. Tại Florida chúng thường được bắt gặp, dù không rõ chúng có sinh đẻ ở đây không. Năm 2011, một cá thể được trông thấy ở vùng duyên hải Trung bộ California.

### Chế độ ăn uống
Chuột lang nước là động vật ăn thực vật, chủ yếu ăn các loại cỏ và thực vật thủy sinh, cũng như vỏ cây ăn quả và cây. Chúng ăn rất chọn lọc, ăn lá của một loài và bỏ qua loài khác xung quanh nó, và ăn nhiều hơn loài cây hơn trong mùa khô, khi có ít cây có sẵn. Trong khi chúng ăn cỏ trong mùa mưa, chúng phải chuyển sang lau sậy phong phú hơn trong mùa khô. Cây mà chuột lang nước ăn trong mùa hè mất đi giá trị dinh dưỡng của chúng trong mùa đông, do đó, không được tiêu thụ tại thời điểm đó. Hàm của chuột lang nước là không vuông góc và do đó chúng nhai thức ăn bằng cách đưa hàm tới và lui thay vì đưa ngang. Chuột lang nước ăn phân của chúng như là một nguồn thực vật đường ruột do vi khuẩn, để giúp tiêu hóa cellulose trong cỏ hình thành chế độ ăn bình thường của chúng, và để trích xuất tối đa của protein và vitamin từ thực phẩm của chúng. Chúng cũng có thể nôn ra thức ăn nhai lại một lần nữa, tương tự như bò nhai lại.
Giống như người anh em họ của nó là chuột lang, chuột lang nước không có khả năng tổng hợp vitamin C, và chúng không bổ sung vitamin C trong điều kiện nuôi nhốt đã được báo cáo để phát triển các bệnh về lợi như là một dấu hiệu của bệnh còi.
Tuổi thọ của chuột lang nước có thể lên đến 8-10 năm, tuy nhiên trong tự nhiên thường sống trung bình không quá bốn năm vì chúng luôn là "con mồi ưa thích của báo đốm, báo sư tử, mèo gấm Ocelot, đại bàng và cá sấu Caiman". Chuột lang nước cũng là con mồi ưa thích của trăn anaconda.

## Tập tính
Chuột lang nước sống rất hòa đồng. Dù chúng đôi khi có lối sống đơn độc, chúng thường được tìm thấy trong các nhóm khoảng 10–20 cá thể, với hai đến bốn con đực trưởng thành, từ bốn đến bảy con cái trưởng thành, và những con còn lại chưa thành niên. Các nhóm chuột có thể chứa tới 50 hoặc 100 cá thể trong mùa khô khi các loài động vật tập hợp quanh các nguồn nước sẵn có. Con đực thiết lập mối quan hệ xã hội, thống trị, hoặc sự đồng thuận chung của nhóm.
Chuột lang nước có hai loại mùi hương; một morillo (tiếng Tây Ban Nha cho "andiron"), nằm trên mõm, và các tuyến hậu môn. Cả hai giới đều có các tuyến này, nhưng con đực có nhiều morillos lớn hơn và sử dụng tuyến hậu môn thường xuyên hơn. Các tuyến hậu môn của con đực cũng được lót bằng lông có thể tháo rời. Một dạng tinh thể của sự tiết ra mùi hương được phủ lên những sợi lông này và được giải phóng khi tiếp xúc với các vật thể như thực vật. Những sợi lông này có một mùi hương dài hơn và được nếm thử bởi các đồng loại khác. Mùi hương đánh dấu bằng cách cọ xát morillos của chúng trên các đối tượng, hoặc bằng cách đi bộ trên chà và đánh dấu nó với các tuyến hậu môn của chúng. Chuột lang nước có thể lan tỏa hương thơm của chúng hơn nữa bằng cách đi tiểu; tuy nhiên, con cái thường đánh dấu không đi tiểu và mùi hương ít thường xuyên hơn so với con đực. Con cái đánh dấu thường xuyên hơn trong mùa mưa khi chúng đang ở động dục. Ngoài ra, con đực cũng có mùi hương tương tự như con cái.
Chuột lang nước cũng rất nổi tiếng với danh hiệu "Loài động vật thân thiện nhất thế giới". Chúng là bạn của thỏ, chó, mèo, khỉ, các loài chim như vịt, gà, cắt và cả bê nữa. Có thông tin là chúng chơi thân với cá sấu, nhưng nhiều khi chúng vẫn là con mồi của cá sấu.

### Sinh sản

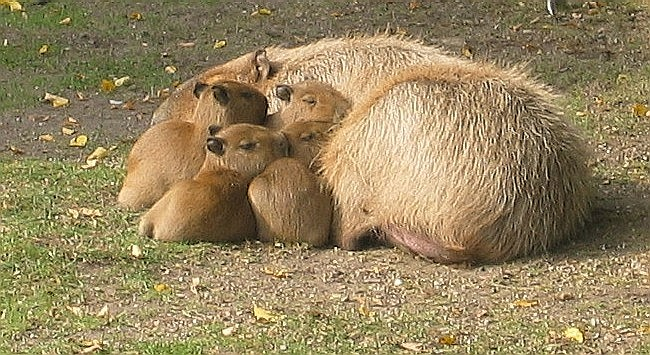
Con cái đang cho con non bú

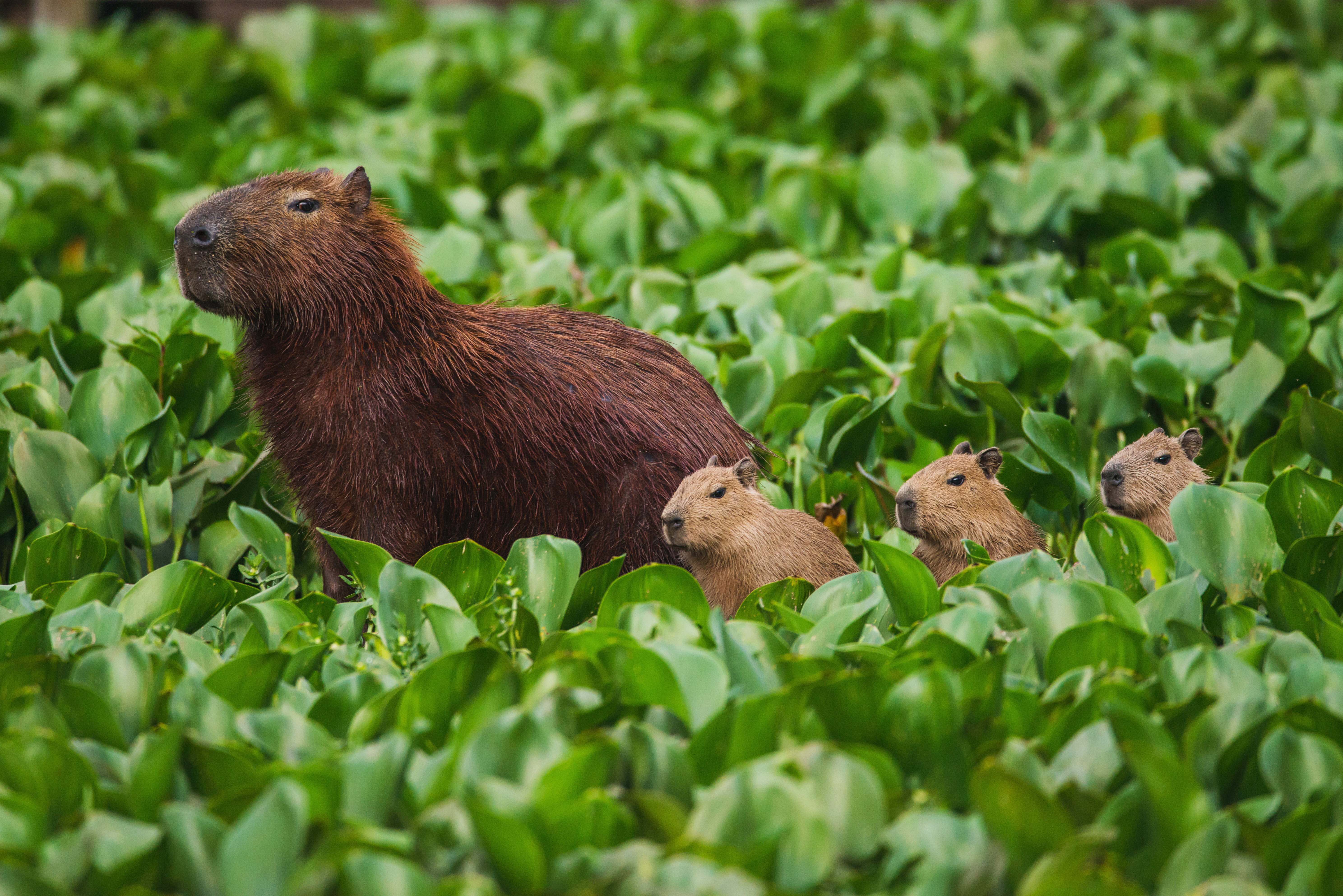
Chuột mẹ và con của nó

Khi ở động dục, mùi hương của chuột cái thay đổi một cách tinh tế và chuột đực gần đó bắt đầu theo đuổi. Ngoài ra, chuột cái thông báo bạn tình khi nó đang bị động kinh bằng cách huýt sáo qua mũi. Trong quá trình giao phối, con cái có lợi thế và lựa chọn giao phối. Chuột lang nước chỉ giao phối trong môi trường nước, và nếu con cái không muốn giao phối với một con đực nào đó, nó sẽ chìm xuống hoặc bỏ lên bờ. Những con đực chi phối rất biết bảo vệ những con cái, nhưng chúng thường không thể ngăn cản một số thành viên cấp dưới trong đàn giao hợp với bạn tình của mình. Đàn càng nhiều thành viên thì càng khó để con đực đầu đàn bảo vệ con cái. Các con đực đầu đàn bảo đảm nhiều sự trưởng thành đáng kể hơn mỗi cấp dưới, nhưng những con đực cấp dưới chịu trách nhiệm cho nhiều sự trưởng thành hơn con đầu đàn. Tuổi thọ tinh trùng của chuột lang nước dài hơn so với các loài gặm nhấm khác.
Thời gian mang thai của chuột cái là từ 130–150 ngày, và tạo ra một lứa đẻ bốn con, nhưng có thể sinh ra từ 1 đến 8 trong một lứa. Con non sinh ra trên đất liền và con cái trở lại đàn trong vòng một vài giờ sau khi chăm sóc con non, nó trở lại bầy đàn ngay sau khi nghe thấy con đực gọi. Trong vòng một tuần, con non có thể ăn cỏ, nhưng vẫn tiếp tục bú - từ bất kỳ con cái nào trong đàn - cho đến khi cai sữa sau khoảng 16 tuần. Sau đó chúng sẽ là một nhóm trong nhóm chính. Sự phát triển đã được quan sát thấy ở loài này, đặc biệt vào giữa tháng 4 và tháng 5 ở Venezuela và giữa tháng 10 và tháng 11 tại Mato Grosso, Brazil

### Hoạt động
Mặc dù khá nhanh nhẹn trên đất liền (có khả năng chạy nhanh như một con ngựa), chuột lang nước chủ yếu sống trong môi trường nước. Chúng là những vận động viên bơi lội xuất sắc, và có thể chìm hoàn toàn dưới nước trong năm phút, một khả năng mà chúng sử dụng để né tránh kẻ thù. Chuột lang nước có thể ngủ trong nước, chỉ giữ mũi của chúng ra khỏi nước. Khi nhiệt độ tăng cao trong ngày, chúng sẽ ở lại trong nước và sau đó ăn cỏ vào buổi chiều muộn và buổi tối. Chúng cũng dành thời gian đắm mình trong bùn. Chúng nghỉ ngơi khoảng nửa đêm và sau đó tiếp tục gặm cỏ trước bình minh.

## Bảo tồn và tác động của con người
Chuột lang nước không bị coi là một loài bị đe dọa. Số lượng của chúng duy trì ổn định trên phần lớn các khu vực phân bố, mặc dù có một số nơi việc săn bắn làm giảm số lượng của loài này.
Loài gặm nhấm này bị săn lùng để lấy thịt và lông ở một số khu vực, và ngoài ra bị hạ sát vì chúng cạnh tranh nguồn thức ăn của gia súc. Ở một số khu vực, chúng được nuôi, có tác dụng đảm bảo môi trường sống của vùng đất ngập nước được bảo vệ. Sự tồn tại với số lượng lớn của chuột lang nước được hỗ trợ bởi khả năng sinh sản nhanh chóng của chúng.
Chuộc lang nước thích nghi tốt với quá trình đô thị hóa ở Nam Mỹ. Chúng có thể được tìm thấy ở nhiều khu vực trong vườn thú và công viên, và có thể sống được 12 năm trong điều kiện nuôi nhốt. Loài chuột này rất hiền lành và thường cho phép con người nuôi như một thú cưng trong nhà và có thể cho chúng ăn bằng tay, nhưng sự tiếp xúc vật lý thường không được khuyến khích, vì ve ký sinh trên cơ thể của chúng có thể là côn trùng gây ra sốt phát ban có nguồn gốc từ dãy núi Rocky.
Chuột lang nước được nuôi để lấy thịt và da ở Nam Mỹ. Thịt được coi là không phù hợp để ăn ở một số khu vực, trong khi ở các khu vực khác nó được coi là một nguồn protein quan trọng. Ở một số quốc gia Nam Mỹ, đặc biệt là ở Venezuela, thịt chuột lang nước được sử dụng phổ biến trong mùa Chay và Tuần Thánh vì Giáo hội Công giáo trước đây đã ban hành một đặc miễn cho phép các tín hữu ăn  thịt chuột lang nước trong khi buộc tín hữu không được ăn các loài động vật có vú và động vật ăn cỏ khác.
Mặc dù được xem là bất hợp pháp ở một số tiểu bang, chuột lang nước đôi khi được giữ làm vật nuôi ở Hoa Kỳ.
Hình ảnh loài chuột này cũng xuất hiện trên đồng xu 2 peso của Uruguay.